# Campeonato Mundial de Ajedrez 2001-02 (FIDE)
El Campeonato Mundial de Ajedrez 2001-02 de la FIDE fue un encuentro entre los retadores Ruslán Ponomariov y Vasili Ivanchuk, ambos de Ucrania. El campeonato se jugó en Moscú, Rusia. El primer juego empezó el 16 de enero de 2002. El último juego empezó el 23 de enero del mismo año, que terminó empatado. Ponomariov ganó 4½-2½, convirtiéndose en el campeón FIDE número 4.

## Antecedentes del campeonato
Aunque a priori casi todos los medios especializados situaban a Ivanchuk como favorito, apuntaban que si Ponomariov conseguía una ventaja inicial conseguiría romper los nervios de su adversario y ganar el campeonato, como luego ocurrió. Y es que si en algo se diferenciaban los dos finalistas, es en la templanza de su juego.
Ponomariov, pese a su corta edad, se caracteriza por tener un juego sereno y frío, sabiendo resolver con sólidas soluciones defensivas cualquier situación complicada, mientras Ivanchuk ha demostrado en su más larga trayectoria como ajedrecista tener en este apartado un grave talón de Aquiles.

## Desarrollo
Fue disputado al mejor de 8 juegos, las victorias contando 1 punto, los empates ½ punto, y las derrotas 0, y acabaría cuando un jugador llegue a 4½ puntos. 
| Jugador           | 1 | 2 | 3 | 4 | 5 | 6 | 7 | Total |
| ----------------- | - | - | - | - | - | - | - | ----- |
| Ruslán Ponomariov | 1 | ½ | ½ | ½ | 1 | ½ | ½ | 4½    |
| Vasili Ivanchuk   | 0 | ½ | ½ | ½ | 0 | ½ | ½ | 2½    |

La primera partida la ganó Ponomariov, y luego consiguió una serie de empates que le acercaron al título mundial y finalmente se impuso en la 7ª partida, a falta de una, con un resultado de 4½ a 2½.
El sistema de partidas rápidas que se utiliza en el campeonato y del que Ponomariov es un gran defensor, le acabó beneficiando por su propio estilo de juego. En cuanto al juego fue mucho más creativo Ivanchuk, que trató de alejarse de los planteamientos de juego más convencionales, creyendo que esa sería la debilidad de su adversario. Sin embargo, éste puso en práctica un juego más defensivo a la espera de un error en su contrincante.